# Prosoplus parvulus
Prosoplus parvulus är en skalbaggsart som först beskrevs av Stefan von Breuning 1938.  Prosoplus parvulus ingår i släktet Prosoplus och familjen långhorningar.
Artens utbredningsområde är Papua Nya Guinea. Inga underarter finns listade i Catalogue of Life.